# Pseudagrion ignifer
Pseudagrion ignifer – gatunek ważki z rodziny łątkowatych (Coenagrionidae).